# Maść rtęciowa czerwona
Maść rtęciowa czerwona (farm. Unguentum Hydrargyri rubrum, syn. Unguentum Hydrargyri oxydati rubri, maść z czerwonym tlenkiem rtęciowym) – preparat galenowy do użytku zewnętrznego, sporządzany według przepisu farmakopealnego. W Polsce na stan obecny (2024) skład określa Farmakopea Polska II (1937). W przeciwieństwie do żółtej maści rtęciowej preparat nie jest sporządzany metodą precypitacyjną.

## Skład i przygotowanie
Skład:
Hydrargyrum oxydatum rubrum   10 cz.   (czerwony tlenek rtęci)
Vaselinum flavum              90 cz   (wazelina żółta)
Przygotowanie: Czerwony tlenek rtęciowy rozetrzeć z niewielką ilością wazeliny żółtej (tworząc koncentrat maściowy). Następnie dodawać porcjami resztę przepisanego podłoża. Stężenie czerwonego tlenku rtęciowego w przyrządzonej maści powinno wynosić 10%.

## Działanie i zastosowanie
Maść wywiera działanie przeciwbakteryjne oraz przeciwpasożytnicze analogiczne do maści rtęciowej żółtej, od której była jednak znacznie rzadziej stosowana.